# Prag (film)
 For alternative betydninger, se Prag (flertydig). (Se også artikler, som begynder med Prag)
Prag er titlen på en dansk dramafilm fra 2006. Den er instrueret af Ole Christian Madsen, og den har Mads Mikkelsen og Stine Stengade i de to hovedroller.

## Plot
Christoffer skal hente sin afdøde fars lig i Prag, og med sig på turen har han sin kone Maja. Faren stak af fra Christoffer og hans mor, da Christoffer var 12 år gammel. Derfor havde han et meget anstrengt forhold til faren, men vælger alligevel at tage til Prag for at bringe ham hjem til Danmark til en ordentlig begravelse. Allerede fra begyndelsen får man et indtryk af, at Christoffer og Majas forhold til hinanden ikke er særligt godt, og på turen bliver hemmeligheder røbet mellem dem.

## Medvirkende
- Mads Mikkelsen – Christoffer
- Stine Stengade – Maja
- Borivoj Navrátil – advokat
- Jana Plodková – Alena
- Josef Vajnar – læge